# Niviventer cremoriventer cretaceiventer
Niviventer cremoriventer cretaceiventer is een ondersoort van het knaagdier Niviventer cremoriventer die voorkomt op Java en Bali. Deze ondersoort lijkt het meeste op N. c. cremoriventer uit het Maleisisch schiereiland; het enige verschil is dat de Javaanse dieren een langere staart hebben. De populatie uit Bali verschilt van de Javaanse doordat ze groter en lichter van kleur zijn en een stekeligere vacht hebben.